# Laurenția

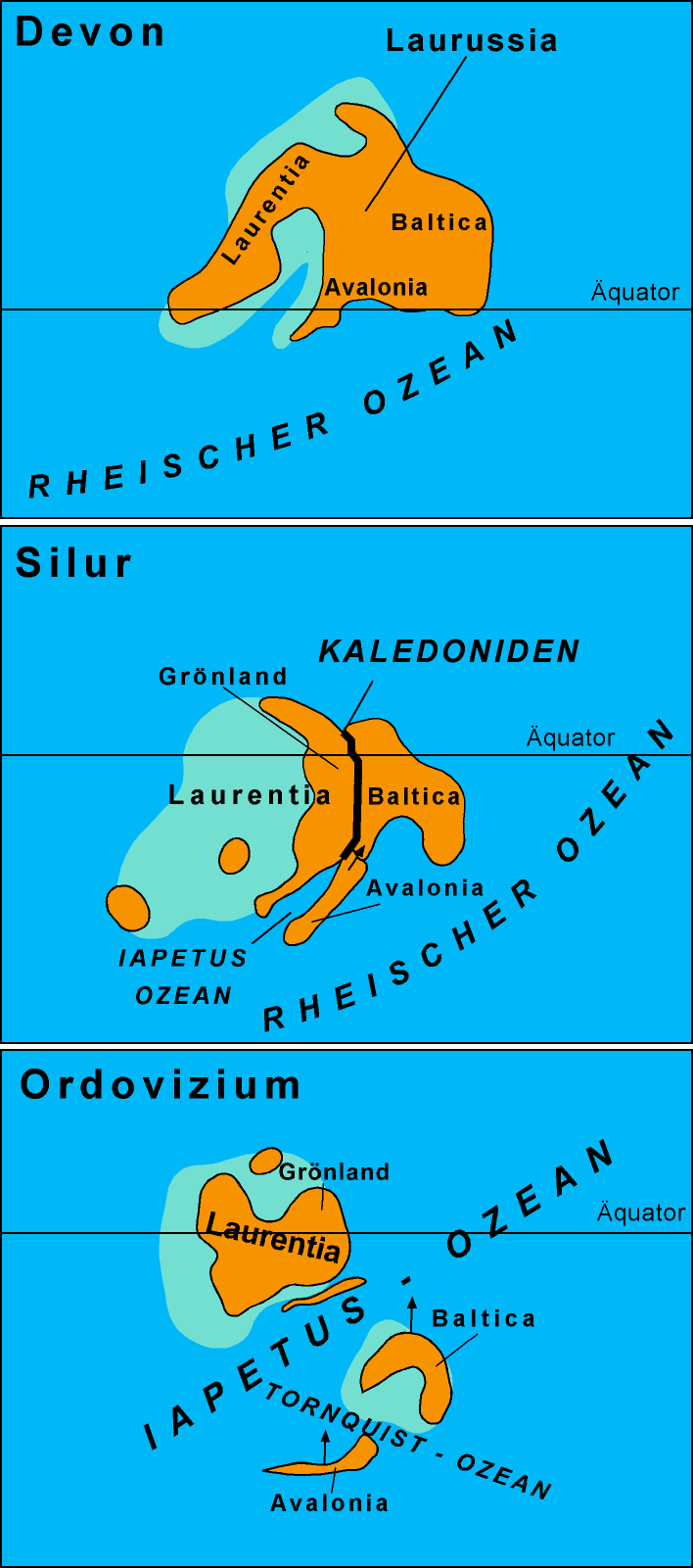
Diagrama schematică a evoluției paleogeografice a Avaloniei, Balticii și Laurenției din Ordovician până la închiderea Oceanului Iapetus din Devonian.

Laurenția a fost un paleocontinent, una dintre marile plăci ale supercontinentului Pangeea. Această bucată imensă de pământ se afla în emisfera nordică.
Se presupune că, în trecut, era alcătuită din America de Nord, Rusia, China și Europa, întrucât  era complet acoperită de Oceanul Panthalassa.

Poziția finală a paleocontinentelor din care s-a format Euramerica, la debutul Devonianului

Prin coliziunea sa în Paleozoic cu Baltica și Avalonia și închiderea Oceanului Iapetus s-a format supercontinentul Euramerica.